# Gum 18
Gum 18, nota anche come RCW 35, è un'estesa nebulosa a emissione visibile nella costellazione delle Vele.
Si osserva nella parte orientale della costellazione, circa 3,5° a WSW della stella (γ Velorum); la sua tenue nebulosità si confonde con quella del bordo sudorientale della Nebulosa di Gum e i delicati filamenti della Nebulosa delle Vele. La sua declinazione moderatamente australe comporta che dalle regioni boreali la sua osservazione sia in parte difficoltosa, specialmente oltre i 46°N. Dall'emisfero australe invece è osservabile per buona parte delle notti dell'anno. Il periodo migliore per la sua osservazione nel cielo serale è compreso fra i mesi di dicembre e maggio.
Si tratta di una regione H II di estese dimensioni situata alla distanza di circa 1800 parsec (circa 5870 anni luce), in direzione dell'associazione OB Vela OB1 e della nube Vela Molecular Ridge B; data la compatibilità fra le distanza dei due oggetti, questa nube appare legata a quest'associazione. Fra le stelle che potrebbero concorrere alla sua ionizzazione, la più probabile è CD-43 4690, sebbene ne siano indicate altre, come CD-43 3088. CD-43 4690 è una giovane e massiccia stella blu di classe spettrale O7.5, con una magnitudine apparente pari a 9,61, mentre le altre probabili stelle ionizzatrici sono di classe spettrale B. In questa direzione appare anche la nebulosa a riflessione vdBH 21, nonché la brillante stella HD 76004, che essendo però a 394 parsec (1284 anni luce) di distanza, non fa parte del complesso nebuloso.